# Întoarcerea morților vii II
Întoarcerea morților vii II (titlu original: Return of the Living Dead Part II) este un film american din 1988 regizat de Ken Wiederhorn. În rolurile principale au jucat Michael Kenworthy, Marsha Dietlein, Dana Ashbrook, Thom Mathews, James Karen și Phil Bruns.

## Distribuție
- Michael Kenworthy - Jesse Wilson
- Marsha Dietlein - Lucy Wilson
- Dana Ashbrook - Tom Essex
- James Karen - Ed Mathews
- Thom Mathews - Joey Hazel
- Suzanne Snyder - Brenda Herzog
- Phil Bruns - Doc Mandel
- Thor Van Lingen - Billy Crowley
- Jason Hogan - Johnny
- Mitch Pileggi - Sarge
- Jonathan Terry - Colonel Glover
- Sally Smythe - Mildred Crowley
- Don Maxwell - George Crowley
- Forrest J Ackerman - Harvey Kramer
- Allan Trautman - Tarman
- Douglas Benson - High-Pitched Voice Zombie